# Targa Tenco
La Targa Tenco è un riconoscimento assegnato annualmente dal 1984 dal Club Tenco.
Assegnato da una nutrita giuria di giornalisti ed esperti di musica d'autore (i cui nomi sono presenti nel sito ufficiale del Club Tenco), è considerato uno dei più prestigiosi premi della musica italiana.

## Categorie
In ogni edizione viene assegnata una targa per le seguenti categorie:
- Album
- Interprete
- Opera Prima
- Dialetto (inizialmente attribuita alla migliore canzone dialettale, dal 1996 va al migliore album prevalentemente in dialetto)
- Canzone (la Targa è stata sospesa dal 2006 e ripristinata otto anni dopo)
- Progetto (album con un unico tema che caratterizzi tutte le canzoni contenute)

## Vincitori

### Canzone
- 1984 – Gino Paoli, Averti addosso
- 1985 – Paolo Conte, Sotto le stelle del Jazz
- 1986 – Lucio Dalla, Caruso
- 1987 – Francesco Guccini e Juan Carlos Biondini, Scirocco
- 1988 – Ivano Fossati, Questi posti davanti al mare
- 1989 – Enzo Jannacci e Maurizio Bassi, Se me lo dicevi prima
- 1990 – Francesco Guccini, Canzone delle domande consuete
- 1991 – Fabrizio De André e Mauro Pagani, La domenica delle salme
- 1992 – Franco Battiato, Povera patria
- 1993 – Luigi Grechi, Il bandito e il campione
- 1994 – David Riondino, La ballata del sì e del no
- 1995 – Daniele Silvestri, Le cose in comune
- 1996 – Luciano Ligabue, Certe notti
- 1997 – Fabrizio De André e Ivano Fossati, Prinçesa"
- 1998 – Francesco De Gregori, La valigia dell'attore
- 1999 – Paolo Conte, Roba di Amilcare
- 2000 – Francesco Guccini e Luciano Ligabue, Ho ancora la forza
- 2001 – Giorgio Gaber e Sandro Luporini, La razza in estinzione
- 2002 – Enzo e Paolo Jannacci, Lettera da lontano
- 2003 – Enzo Jannacci, L'uomo a metà
- 2004 – Samuele Bersani, Cattiva
- 2005 – Paolo Conte, Elegia
- 2006-2013. L'assegnazione è stata sospesa.
- 2014 – Virginiana Miller, Lettera di San Paolo agli operai
- 2015 – Cristina Donà e Saverio Lanza, Il senso delle cose e Samuele Bersani, Pacifico e Francesco Guccini, Le storie che non conosci
- 2016 – Francesco Di Giacomo e Paolo Sentinelli, Bomba intelligente
- 2017 – Brunori Sas, La verità
- 2018 – Mirkoeilcane, Stiamo tutti bene.[3]
- 2019 – Daniele Silvestri con Manuel Agnelli e Rancore, Argentovivo[4]
- 2020 – Tosca, Ho amato tutto
- 2021 – Madame, Voce
- 2022 – Elisa e Davide Petrella, O forse sei tu[5]
- 2023 – Niccolò Fabi,  Andare oltre[6]
- 2024 – Diodato, La mia terra[7]
- 2025 – Lucio Corsi, Volevo essere un duro

### Album
- 1984 – Fabrizio De André, Creuza de mä
- 1985 – Paolo Conte, Paolo Conte
- 1986 – Ivano Fossati, 700 giorni
- 1987 – Paolo Conte, Aguaplano
- 1988 – Francesco De Gregori, Terra di nessuno
- 1989 – Francesco De Gregori, Mira Mare 19.4.89
- 1990 – Ivano Fossati, Discanto
- 1991 – Fabrizio De André, Le nuvole
- 1992 – Ivano Fossati, Lindbergh - Lettere da sopra la pioggia
- 1993 – Paolo Conte, 900
- 1994 – Francesco Guccini, Parnassius Guccinii
- 1995 – Pino Daniele, Non calpestare i fiori nel deserto
- 1996 – Ivano Fossati, Macramè
- 1997 – Fabrizio De André, Anime salve
- 1998 – Vasco Rossi, Canzoni per me
- 1999 – Franco Battiato, Gommalacca
- 2000 – Samuele Bersani, L'oroscopo speciale
- 2001 – Vinicio Capossela, Canzoni a manovella e Francesco De Gregori, Amore nel pomeriggio
- 2002 – Daniele Silvestri, Unò-dué
- 2003 – Giorgio Gaber, Io non mi sento italiano
- 2004 – Samuele Bersani, Caramella smog
- 2005 – Francesco De Gregori, Pezzi
- 2006 – Vinicio Capossela, Ovunque proteggi
- 2007 – Gianmaria Testa, Da questa parte del mare
- 2008 – Baustelle, Amen
- 2009 – Max Manfredi, Luna Persa
- 2010 – Carmen Consoli, Elettra
- 2011 – Vinicio Capossela, Marinai, profeti e balene
- 2012 – Afterhours, Padania e Zibba & Almalibre, Come il suono dei passi sulla neve (ex aequo)
- 2013 – Niccolò Fabi, Ecco[8]
- 2014 – Caparezza, Museica[9]
- 2015 – Mauro Ermanno Giovanardi, Il mio stile
- 2016 – Niccolò Fabi, Una somma di piccole cose
- 2017 – Claudio Lolli, Il grande freddo
- 2018 – Motta, Vivere o morire[3]
- 2019 – Vinicio Capossela, Ballate per uomini e bestie
- 2020 – Brunori Sas, Cip!
- 2021 – Samuele Bersani, Cinema Samuele
- 2022 – Marracash, Noi, loro, gli altri[5]
- 2023 – Vinicio Capossela, Tredici canzoni urgenti[6]
- 2024 – Paolo Benvegnù, È inutile parlare d'amore[7]
- 2025 – Lucio Corsi, Volevo essere un duro

### Interprete
- 1984 – Ornella Vanoni, Uomini
- 1985 – Alice (Carla Bissi), Gioielli rubati
- 1986 – Gianni Morandi, In teatro
- 1987 – Mina, Rane supreme
- 1988 – Fiorella Mannoia, Canzoni per parlare
- 1989 – Mia Martini, Martini Mia
- 1990 – Fiorella Mannoia, Di terra e di vento
- 1991 – Pietra Montecorvino, Segnorita
- 1992 – Fiorella Mannoia, I treni a vapore
- 1993 – Peppe Barra, Mo' vene
- 1994 – Tiziana Ghiglioni, Tiziana Ghiglioni canta Luigi Tenco
- 1995 – Fiorella Mannoia, Gente comune
- 1996 – Nicola Arigliano, I sing ancora
- 1997 – Tosca, Incontri e passaggi
- 1998 – Patty Pravo, Notti, guai e libertà
- 1999 – Fiorella Mannoia, Certe piccole voci
- 2000 – Franco Battiato, Fleurs
- 2001 – La Crus, Crocevia
- 2002 – Têtes de Bois, Léo Ferré, l'amore e la rivolta
- 2003 – Francesco De Gregori e Giovanna Marini, Il fischio del vapore
- 2004 – Fiorella Mannoia, Concerti
- 2005 – Morgan, Non al denaro non all'amore né al cielo
- 2006 – Petra Magoni & Ferruccio Spinetti, Musica nuda 2
- 2007 – Têtes de Bois, Avanti pop
- 2008 – Eugenio Finardi, Sentieri Selvaggi & Carlo Boccadoro – Il cantante al microfono - Eugenio Finardi interpreta Vladimir Vysotzky
- 2009 – Ginevra Di Marco, Donna Ginevra
- 2010 – Avion Travel, Nino Rota l'amico magico
- 2011 – Roberta Alloisio, Janua
- 2012 – Francesco Baccini, Baccini canta Tenco
- 2013 – Mauro Ermanno Giovanardi e Sinfonico Honolulu, Maledetto colui che è solo[8]
- 2014 – Raiz & Fausto Mesolella, Dago Red
- 2015 – Têtes de Bois, Extra
- 2016 – Peppe Voltarelli, Voltarelli canta Profazio
- 2017 – Ginevra Di Marco, La rubia canta la negra
- 2018 – Fabio Cinti, La voce del padrone - Un adattamento gentile[3]
- 2019 – Alessio Lega, Nella corte dell'arbat. Le canzoni di Bulat Okudzava
- 2020 – Tosca, Morabeza
- 2021 – Peppe Voltarelli, Planetario
- 2022 – Simona Molinari, Petali
- 2023 – Alice, Eri con me - Sedici canzoni di Franco Battiato e Francesco Guccini, Canzoni da intorto[6] (ex aequo)
- 2024 – Simona Molinari, Hasta Siempre Mercedes
- 2025 – Ginevra Di Marco, Kailedoscope

### Opera prima
- 1984 – Lucio Quarantotto, Di mattina molto presto
- 1985 – non assegnata
- 1986 – non assegnata
- 1987 – Marco Ongaro, Ai
- 1988 – Mariella Nava, Per paura o per amore
- 1989 – Francesco Baccini, Cartoons
- 1990 – Max Manfredi, Le parole del gatto
- 1991 – Mauro Pagani, Passa la bellezza e Vinicio Capossela, All'una e trentacinque circa
- 1992 – Pino Pavone, Maledetti amici
- 1993 – Mau Mau, Sauta Rabel
- 1994 – Almamegretta, Anima migrante
- 1995 – La Crus, La Crus
- 1996 – Claudio Sanfilippo, Stile libero
- 1997 – Cristina Donà, Tregua
- 1998 – Elisa, Pipes & Flowers
- 1999 – Quintorigo, Rospo
- 2000 – Ginevra Di Marco, Trama tenue
- 2001 – Pacifico, Pacifico
- 2002 – Sergio Cammariere, Dalla pace del mare lontano
- 2003 – Morgan, Canzoni dell'appartamento
- 2004 – Alessio Lega e Mariposa, Resistenza e amore
- 2005 – non assegnata
- 2006 – Simone Cristicchi, Fabbricante di canzoni
- 2007 – Ardecore, Chimera
- 2008 – Le luci della centrale elettrica, Canzoni da spiaggia deturpata
- 2009 – Elisir, Pere e cioccolato
- 2010 – Piero Sidoti, Genteinattesa
- 2011 – Cristiano Angelini, L'ombra della mosca
- 2012 – Colapesce, Un meraviglioso declino (gli altri finalisti: Giacomo Lariccia, Giovanni Block, Roberta Barabino, Elsa Martin)
- 2013 – Appino Il Testamento[8]
- 2014 – Filippo Graziani, Le cose belle (gli altri finalisti sono: Johann Sebastian Punk con More Lovely And More Temperate, Levante con Manuale Distruzione, Betti Barsantini con Bettibarsantini e Pierpaolo Capovilla con Obtorto Collo)[10]
- 2015 – La Scapigliatura, La Scapigliatura
- 2016 – Motta, La fine dei vent'anni
- 2017 – Lastanzadigreta, Creature selvagge
- 2018 – Giuseppe Anastasi, Canzone ravvicinate del vecchio tipo (gli altri finalisti sono: Francesco Anselmo con Il gioco della sorte, Dunk con Dunk, Andrea Poggio con Controluce e Paola Rossato con Facile)[3]
- 2019 – Fulminacci, La vita veramente
- 2020 – Paolo Jannacci, Canterò
- 2021 – Madame, Madame
- 2022 – Ditonellapiaga, Camouflage
- 2023 – Daniela Pes, Spira[6]
- 2024 – Elisa Ridolfi, Curami l'anima
- 2025 – Anna Castiglia, Mi piace

### Dialetto
- 1984 – Fabrizio De André e Mauro Pagani, Creuza de mä
- 1985 – Maria Carta, A David a ninnia
- 1986 – Enzo Gragnaniello, Giacomino
- 1987 – Gualtiero Bertelli, Barche de carta
- 1988 – Teresa De Sio, 'A neve e 'o sole
- 1989 – Pino Daniele, Schizzechea
- 1990 – Enzo Gragnaniello, Fuijente
- 1991 – Tazenda, Disamparados
- 1992 – Pitura Freska, Pin Floi
- 1993 – Pino Daniele e Chick Corea, Sicily
- 1994 – 99 Posse, Curre curre guagliò
- 1995 – Almamegretta, Sanacore
- 1996 – Agricantus, Tuareg
- 1997 – Sensasciou, Generazione con la x
- 1998 – Daniele Sepe, Lavorare stanca
- 1999 – Enzo Gragnaniello, Oltre gli alberi
- 2000 – 99 Posse, La vida que vendrá
- 2001 – Almamegretta, Imaginaria
- 2002 – Davide Van de Sfroos, ...E semm partii
- 2003 – Sud Sound System, Lontano
- 2004 – Lou Dalfin, L'òste del diau
- 2005 – Enzo Jannacci, Milano 3-6-2005
- 2006 – Lucilla Galeazzi, Amore e acciaio
- 2007 – Andrea Parodi & Elena Ledda, Rosa Resolza
- 2008 – Davide Van de Sfroos, Pica!
- 2009 – Enzo Avitabile, Napoletana
- 2010 – Peppe Voltarelli, Ultima notte a Malà Strana
- 2011 – Patrizia Laquidara e Hotel Rif, Il canto dell'anguana
- 2012 – Enzo Avitabile, Black Tarantella
- 2013 – Cesare Basile, Cesare Basile[8]
- 2014 – Loris Vescovo, Penisolâti 
  - Enzo Avitabile, Music life O.s.t.
  - Francesco Di Bella, Francesco Di Bella & Ballads Cafè
  - 99 Posse, Curre curre guagliò 2.0 
  - Davide Van De Sfroos, Goga e Magoga)[10]
- 2015 – Cesare Basile, Tu prenditi l'amore che vuoi e non chiederlo più
- 2016 – Claudia Crabuzza, Com un soldat
  - James Senese & Napoli Centrale, 'O sanghe
- 2017 – Canio Loguercio e Alessandro D'Alessandro, Canti, ballate e ipocondrie d'ammore
- 2018 – Francesca Incudine, Tarakè (finalisti: La Maschera con ParcoSofia; Peppe Lanzetta con Non canto, non vedo, non sento; Elena Ledda con Làntias; Otello Profazio con La storia[3])
- 2019 – Enzo Gragnaniello, Lo Chiamavano vient' 'e terra
- 2020 – Nuova Compagnia di Canto Popolare Napoli 1534. Tra moresche e villanelle
- 2021 – Fratelli Mancuso, Manzamà
- 2022 – 'A67, Jastemma
- 2023 – Almamegretta, Senghe[6]
- 2024 – Setak, Assamanù
- 2025 – La Niña, Furèsta

### Album collettivo a progetto
- 2018 – AA.VV., VxL: Voci per la Libertà - Una canzone per Amnesty 2017 (finalisti: AA.VV. - Ama chi ti ama; AA.VV. - Cantautori per Amatrice; AA.VV. - Ko Computer; AA.VV. - La bellezza riunita.[3]
- 2019 – AdoRiza, Viaggio in Italia. Cantando le nostre radici
- 2020 – Io credevo. Le canzoni di Gianni Siviero; Note di viaggio - Capitolo 1: Venite avanti (ex aequo)
- 2021 – Isola Tobia Atypical Club, Ad esempio a noi piace Rino prodotto da Carlo Mercadante
- 2022 – The Gathering, prodotto da Ferdinando Arnò
- 2023 – Aa.Vv., Nella notte ci guidano le stelle - Canti per la Resistenza, prodotto da Marco Rovelli e Mimmo Ferraro[6]
- 2024 – Aa.Vv., Sarò Franco, Canzoni inedite di Califano, prodotto da Alberto Zeppieri
- 2025 – Caroline Pagani, Pagani per Pagani

## Record

### Artisti col maggior numero di riconoscimenti
Elenco degli artisti che hanno ricevuto più riconoscimenti nella storia della premiazione Targa Tenco al 2025. Ivano Fossati, Paolo Conte, Francesco Guccini, Fabrizio De André, Vinicio Capossela e Fiorella Mannoia sono gli artisti con il maggior numero di vittorie nella storia della premiazione con sei riconoscimenti ciascuno. Almamegretta sono il gruppo musicale con il maggior numero di vittorie con quattro.
6 vittorie
- Ivano Fossati
- Paolo Conte
- Francesco Guccini
- Fabrizio De André
- Vinicio Capossela
- Fiorella Mannoia

5 vittorie
- Samuele Bersani
- Francesco De Gregori

4 vittorie
- Enzo Jannacci
- Ginevra Di Marco
- Enzo Gragnaniello
- Almamegretta

3 vittorie
- Pino Daniele
- Franco Battiato
- Daniele Silvestri
- Tosca
- Peppe Voltarelli
- Niccolò Fabi
- Têtes de Bois
- Davide Van de Sfroos
- Mauro Pagani

2 vittorie
- Elisa
- Luciano Ligabue
- Giorgio Gaber
- Paolo Jannacci,
- Cristina Donà
- Pacifico
- Brunori Sas
- Madame
- Lucio Corsi
- Max Manfredi
- Mauro Ermanno Giovanardi
- Motta
- Alice
- Morgan
- Alessio Lega
- Elena Ledda

### Maggior numero di premi nella categoria Canzone
Francesco Guccini è l'artista con il maggior numero di premi nella categoria canzone con quattro vittorie.
- Francesco Guccini (4)
- Enzo Jannacci (3)
- Paolo Conte (3)

### Maggior numero di premi nella categoria Album
Vinicio Capossela è l'artista con il maggior numero di premi nella categoria album con cinque vittorie.
- Vinicio Capossela (5)
- Ivano Fossati (4)
- Francesco De Gregori (4)

### Maggior numero di premi nella categoria Interprete
Fiorella Mannoia è l'artista con il maggior numero di premi nella categoria Interprete con sei vittorie; è inoltre l'artista con il maggior numero di vittorie in una singola categoria.
- Fiorella Mannoia (6)
- Ginevra Di Marco (3)
- Têtes de Bois (3)

### Maggior numero di premi nella categoria Dialetto
Enzo Gragnaniello è l'artista con il maggior numero di premi nella categoria dialetto con quattro vittorie.
- Enzo Gragnaniello (4)
- Davide Van De Sfroos (3)
- Almamegretta (3)